# لورانس ويليس
لورانس ويليس (بالإنجليزية: Lawrence Willis)‏ هو منافس ألعاب قوى أمريكي، ولد في 12 يوليو 1981.

## وصلات خارجية
- لورانس ويليس على موقع الاتحاد الدولي لألعاب القوى (الإنجليزية)